# 二歧马先蒿
二歧马先蒿（学名：Pedicularis dichotoma）是列当科马先蒿属的植物，是中国的特有植物。分布于中国大陆的云南、四川等地，生长于海拔2,700米至4,270米的地区，多生在山坡上及较疏散的林中。